# Lista de primatas fósseis
Esta é uma lista de primatas fósseis - primatas extintos pelos quais são conhecidos fósseis. Primatas evoluíram de mamíferos não especializados, pequenos, e que se alimentavam de insetos e frutos. Entretanto, a origem dos primatas é controversa, inclusive, se sua origem provém de um ancestral arborícola é questionável. Como tem sido sugerido, muitos outras ordens de mamíferos são arborícolas e não desenvolveram as mesmas características dos primatas. Atualmente, alguns gêneros bem conhecidos, como Plesiadapis e Purgatorius, embora considerados como mais antigos primatas, não têm sido considerados como tal por alguns autores recentes, que tendem a inclui-los em uma outra ordem, Plesiadapiformes, dentro da superordem Euarchontoglires. Alguns, para evitar confusão, utilizam o termo Euprimata, excluindo Plesiadapiformes. Tal denominação não é usada aqui.
Há um debate também de quando os primeiros primatas surgiram. Um dos provavelmente mais antigos fósseis de primatas é o controverso Altiatlasius koulchii, provavelmente um Omomyidae, mas talvez seja um não-primata Plesiadapiforme, que viveu no Marrocos, no Paleoceno, há cerca de 60 milhões de anos. Porém, outros estudos, incluindo aqueles com relógio molecular, estimam que a origem dos primatas é do Cretáceo Médio, há cerca de 85 milhões de anos, antes da extinção dos dinossauros e da bem sucedida radiação de mamíferos. Apesar disso, é consenso o monofiletismo da ordem, apesar de sua origem não ser clara. Não há fósseis diretamente aparentados aos grandes macacos africanos, e nenhum fóssil conhecido pode ser considerado como o último ancestral comum entre estes e os seres humanos.
A seguinte lista se baseia no livro de Walter Carl Hartwig,The Fossil Primate Record. Parênteses em nomes de autores e datas indicam mudanças no gênero do fóssil, de acordo com Código Internacional de Nomenclatura Zoológica.

## Strepsirrhini

### Grupo basal a Strepsirrhini
- Azibiidae Gingerich, 1976

- Algeripithecus Godinot & Mahboubi, 1992

- Algeripithecus minutus Godinot & Mahboubi, 1992

- Azibius Sudre, 1975

- Azibius trerki Sudre, 1975

- Djebelemuridae Hartenberger and Marandat, 1992

- Djebelemur

- Djebelemur martinezi Hartenberger & Marandat, 1992

- sem nome ('Anchomomys')

- 'Anchomomys' milleri Simons, 1997

### Adapiformes

#### Adapiformes,incertae sedis
- Lushius Chow, 1961

- Lushius qinlinensis Chow, 1961

- Panobius

- Panobius afridi Russell & Gingerich, 1987

- Omanodon

- Omanodon minor Gheerbrant et al., 1993

- Shizarodon

- Shizarodon dhofarensis Gheerbrant et al., 1993

- Muangthanhinius

- Muangthanhinius siami Marivaux et al., 2006.

- Laomaki Ni et al. 2016

- Laomaki yunnanensis

#### Adapoidea
- Notharctidae Trouessart, 1879
  - Notharctinae Trouessart, 1879
    - Cantius Simons, 1962

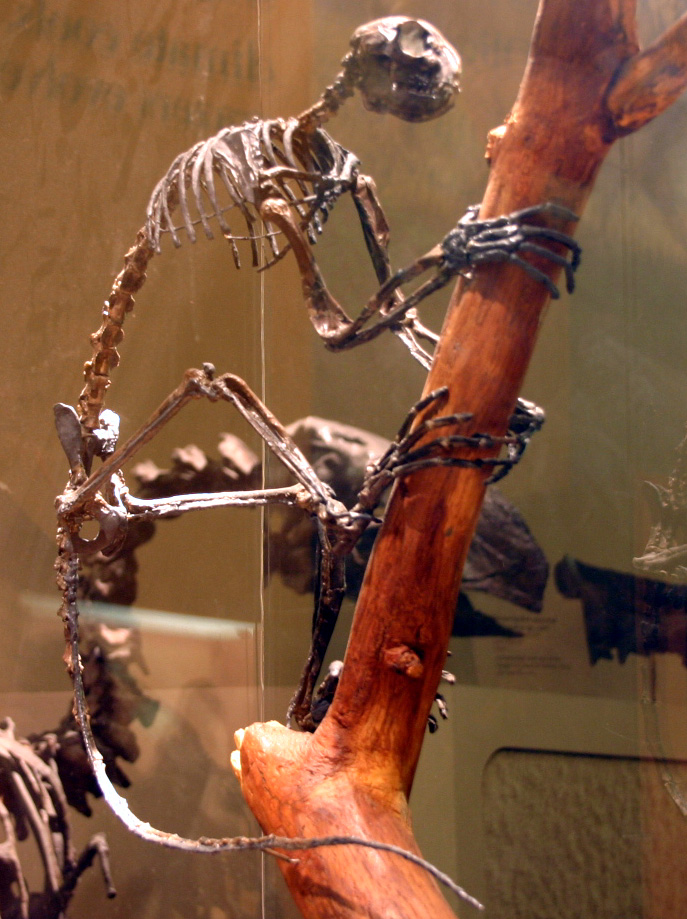
Smilodectes

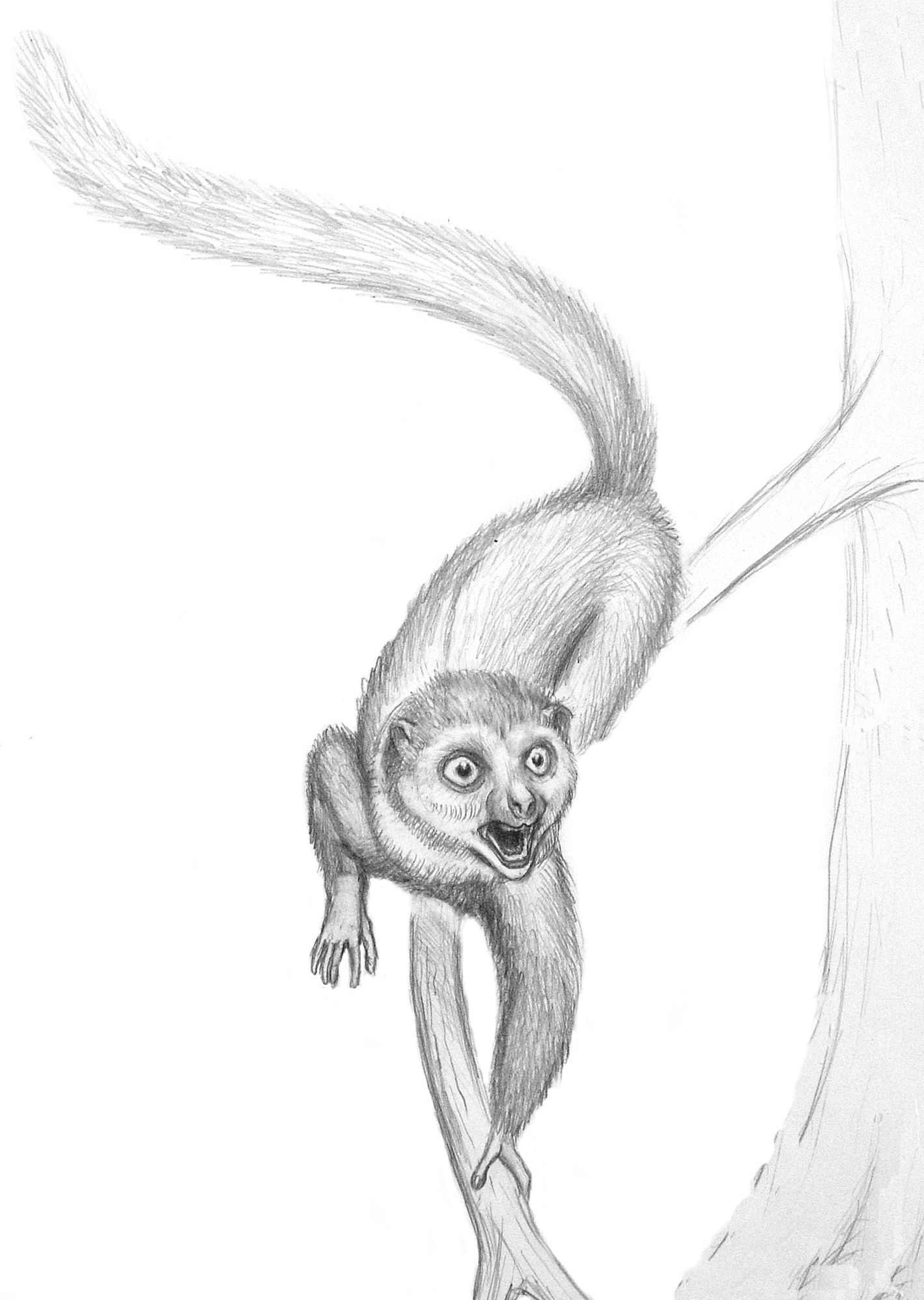
Darwinius

      - Cantius abditus (Gingerich & Simmons, 1977)
      - Cantius angulatus (Cope, 1875)
      - Cantius antediluvius Kihm, 1992
      - Cantius eppsi Cooper, 1932
      - Cantius frugivorus (Cope, 1875)
      - Cantius mckennai (Gingerich & Simons, 1977)
      - Cantius nuniensis (Cope, 1881)
      - Cantius ralstoni (Matthew, 1915)
      - Cantius savagei Gingerich, 1977
      - Cantius torresi Gingerich, 1986
      - Cantius trigonodus (Matthew, 1915)

    - Copelemur Gingerich & Simons, 1977
      - Copelemur australotutus Beard, 1988
      - Copelemur praetutus (Gazin, 1962)
      - Copelemur tutus (Cope, 1877)

    - Hesperolemur Gunnell, 1995
      - Hesperolemur actius Gunnell, 1995

    - Notharctus Leidy, 1870
      - Notharctus pugnax Granger & Gregory, 1917
      - Notharctus robustior Leidy, 1870
      - Notharctus tenebrosus Leidy, 1870
      - Notharctus venticolus Osborn, 1902

    - Pelycodus Cope, 1875
      - Pelycodus danielsae Froehlich & Lucas, 1991
      - Pelycodus jarrovii (Cope, 1874)

    - Smilodectes Wortman, 1903
      - Smilodectes gingerichi (Beard, 1988)
      - Smilodectes gracilis (Marsh, 1871)
      - Smilodectes mcgrewi Gingerich, 1979

  - Cercamoniinae Gingerich, 1975
    - Aframonius Simons et al., 1995
      - Aframonius diedes Simons et al., 1995

    - Agerinia Crusafont-Pairo & Golpe-Posse, 1973
      - Agerinia roselli Crusafont-Pairo & Golpe-Posse, 1973

    - Anchomomys Stehlin, 1916
      - Anchomomys crocheti (Godinot, 1988)
      - Anchomomys gaillardi Stehlin, 1916
      - Anchomomys pygmaeus (Rütimeyer, 1890)
      - Anchomomys quercy (Stehlin, 1916)

    - Barnesia Thalmann, 1994
      - Barnesia hauboldi Thalmann, 1994

    - Buxella Godinot, 1988
      - Buxella magna Godinot, 1988
      - Buxella prisca Godinot, 1988

    - Caenopithecus Rütimeyer, 1862
      - Caenopithecus lemuroides Rütimeyer, 1862

    - Cercamonius Gingerich, 1975
      - Cercamonius brachyrhynchus Gingerich, 1975

    - Darwinius Franzen et al., 2009[13]
      - Darwinius masillae Franzen et al., 2009[13]

    - Donrussellia Szalay, 1976
      - Donrussellia gallica (Russell, Louis & Savage, 1967)
      - Donrussellia louisi
      - Donrussellia magna
      - Donrussellia provincialis
      - Donrussellia russelli

    - Europolemur Weigelt, 1933
      - Europolemur dunaifi (Tattersall & Schwartz, 1983)
      - Europolemur klatti Weigelt, 1933
      - Europolemur koenigswald Franzen, 1987

    - Mahgarita Wilson & Szalay, 1976
      - Mahgarita stevensi Wilson & Szalay, 1976

    - Pericodon Stehlin, 1916
      - Pericodon helleri (Schwartz et al., 1983)
      - Pericodon helveticus (Rütimeyer, 1891)
      - Pericodon huerzeleri Gingerich, 1977
      - Pericodon jaegeri Godinot, 1988
      - Pericodon lemoinei Gingerich, 1977

    - Protoadapis Lemoine, 1878
      - Protoadapis angustidens (Filhol, 1888)
      - Protoadapis brachyrhynchus Stehlin, 1912
      - Protoadapis curvicuspidens (Lemoine, 1878)
      - Protoadapis ignoratus
      - Protoadapis muechelnensis
      - Protoadapis recticuspidens
      - Protoadapis weigelti

    - Pronycticebus Grandidier, 1904
      - Pronycticebus gaudryi Grandidier, 1904
      - Pronycticebus neglectus
- Adapidae Trouessart, 1879
  - Adapinae Trouesart, 1879
    - Adapis Cuvier, 1821
      - Adapis bruni
      - Adapis collinsonae (Hooker, 1986)
      - Adapis parisiensis de Blainville, 1841
      - Adapis sudrei Gingerich, 1977

    - Adapoides Beard et al., 1994
      - Adapoides troglodytes Beard et al., 1994

    - Cryptadapis Godinot, 1984
      - Cryptadapis laharpei Godinot, 1984
      - Cryptadapis tertius Godinot, 1984

    - Leptadapis Gervais, 1876
      - Leptadapis assolicus
      - Leptadapis capellae (Crusafont-Pairo, 1967)
      - Leptadapis leenhardti (Stehlin, 1912)
      - Leptadapis magnus (Filhol, 1874)
      - Leptadapis priscus (Stehlin, 1916)
      - Leptadapis ruetimeyeri (Stehlin, 1912)

    - Microadapis Szalay, 1974
      - Microadapis lynnae
      - Microadapis sciureus (Stehlin, 1916)

    - Palaeolemur Delfortrie, 1873
      - Palaeolemur betillei Delfortrie, 1873
- Sivaladapidae Thomas & Verma, 1979
  - Sivaladapinae Thomas & Verma, 1979
    - Guangxilemur Qi & Beard, 1998
      - Guangxilemur tongi Qi & Beard, 1998

    - Hoanghonius Zdansky, 1930
      - Hoanghonius stehlini Zdansky, 1930

    - Indraloris Lewis, 1933
      - Indraloris himalayensis (Pilgrim, 1932)

    - Rencunius Gingerich et al., 1994
      - Rencunius zhoui Gingerich et al., 1994

    - Sinoadapis Wu & Pan, 1985
      - Sinoadapis carnosus Wu & Pan, 1985

    - Sivaladapis Gingerich & Sahni, 1979
      - Sivaladapis nagrii (Prasad, 1970)
      - Sivaladapis palaendicus (Pilgrim, 1932)

    - Wailekia Ducrocq et al., 1995
      - Wailekia orientale Ducrocq et al., 1995

### Lemuriformes

#### Lorisoidea
- Lorisidae Gray, 1821

- Karanisia Seiffert et al., 2003

- Karanisia clarki Seiffert et al., 2003

- Mioeuoticus Leakey, 1962

- Mioeuoticus bishopi Leakey, 1962
- Mioeuoticus shipmani Phillips & Walker, 2000

- Nycticeboides Jacobs, 1981

- Nycticeboides simpsoni Jacobs, 1981

- Galagidae Gray, 1825

- Wadilemur Simons, 1997

- Wadilemur elegans Simons, 1997

- Progalago MacInnes, 1943

- Progalago dorae MacInnes, 1943
- Progalago songhorensis Simpson, 1967

- Komba Simspon, 1967

- Komba minor Le Gros Clark & Thomas, 1952
- Komba robustus Le Gros Clark & Thomas, 1952
- Komba winamensis McCrossin, 1992

- Galago Geoffroy, 1796

- Galago farafraensis Pickford, Wanas & Soliman, 2006
- Galago howelli Wesselman, 1984
- Galago sadimanensis Walker, 1987

#### Lemuroidea
- Plesiopithecidae Simons and Rasmussen, 1994[14]

- Plesiopithecus Simons, 1992

- Plesiopithecus teras Simons, 1992

Subfossil lemurs:

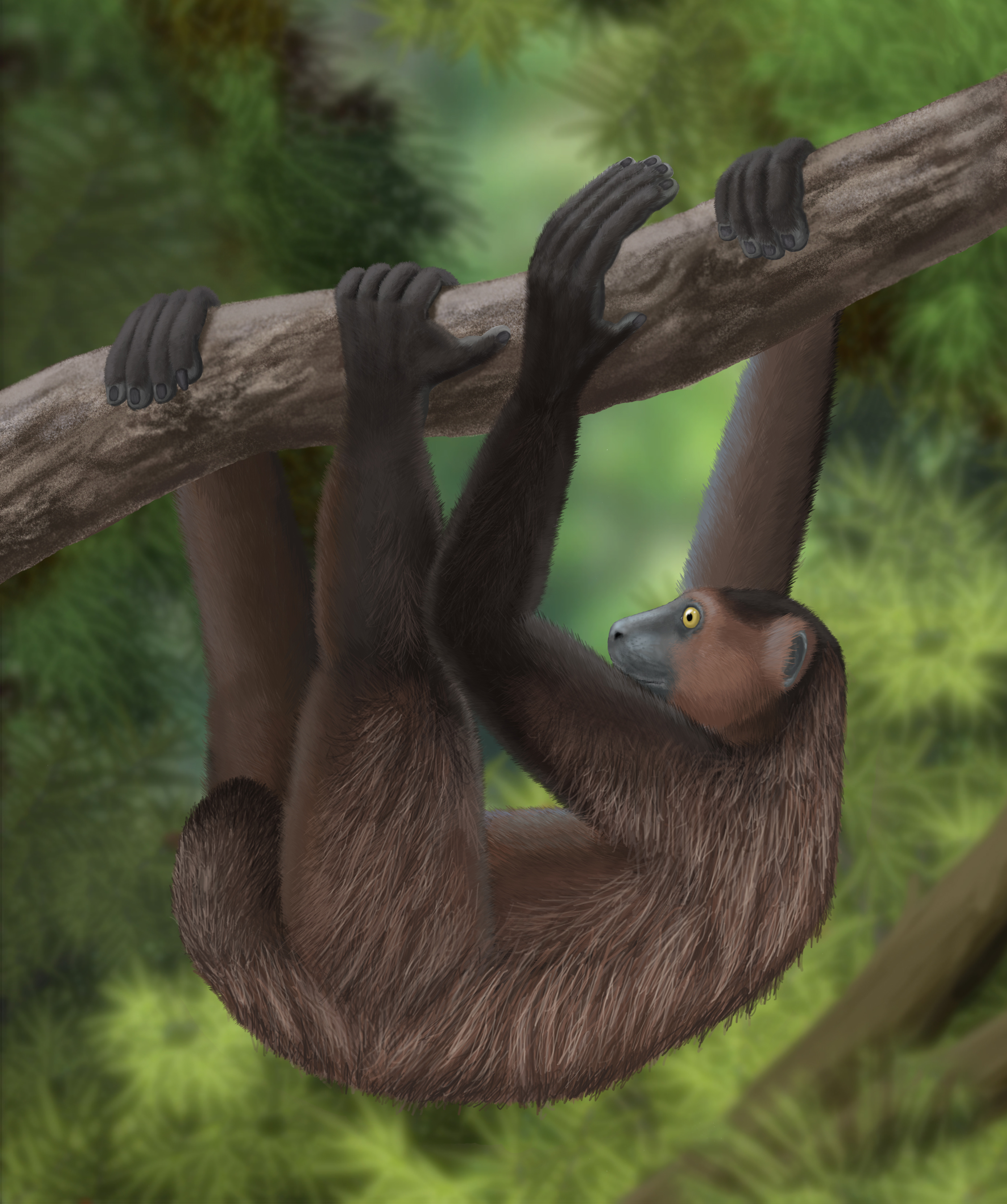
Babakotia radofilai

- Archaeolemuridae G. Grandier, 1905

- Archaeolemur Filhol, 1895

- Archaeolemur edwardsi Filhol, 1895
- Archaeolemur majori Filhol, 1895

- Hadropithecus Lorenz von Liburnau, 1899

- Hadropithecus stenognathus Lorenz von Liburnau, 1899

- Palaeopropithecidae Tattersall, 1973

- Mesopropithecus Standing, 1905

- Mesopropithecus dolichobrachion Simons et al., 1995
- Mesopropithecus globiceps Lamberton, 1936
- Mesopropithecus pithecoides Standing, 1905

- Babakotia Godfrey et al., 1990

- Babakotia radofilai Godfrey et al., 1990

- Palaeopropithecus G. Grandidier, 1899

- Palaeopropithecus ingens G. Grandidier, 1899
- Palaeopropithecus kelyus Gommery et al., 2010
- Palaeopropithecus maximus Standing, 1903

- Archaeoindris Standing, 1909

- Archaeoindris fontoynontii Standing, 1909

- Megaladapidae Forsyth-Major, 1894

- Megaladapis Forsyth-Major, 1894

- Subgenus: Megaladapis

- Megaladapis (Megaladapis) grandidieri Standing, 1903
- Megaladapis (Megaladapis) madagascariensis Forsyth-Major, 1894

- Subgenus: Peloriadapis

- Megaladapis (Peloriadapis) edwardsi Grandidier, 1899

- Lemuridae Gray, 1821

- Pachylemur Lamberton, 1946

- Pachylemur insignis Filhol, 1895
- Pachylemur jullyi Lamberton, 1948

- Daubentoniidae Gray, 1863[15]

- Daubentonia É. Geoffroy Saint-Hilaire, 1795

- Daubentonia robusta Lamberton, 1934

## Haplorrhini

### Tarsiiformes

#### Tarsiiformes,incertae sedis
- Ekgmowechashala Macdonald, 1963

- Ekgmowechashala philotau Macdonald, 1963

- Kohatius Russell & Gingerich, 1980

- Kohatius coppensi Russell & Gingerich, 1980

- Altanius Dashzeveg & McKenna, 1977

- Altanius orlovi Dashzeveg & McKenna, 1977

- Altiatlasius Sigé et al., 1990

- Altiatlasius koulchii Sigé et al., 1990

- Afrotarsius Simons & Brown, 1985

#### Omomyoidea
- Omomyidae Trouessart, 1879
  - Microchoerinae Lydekker, 1887
    - Microchoerus Wood, 1846
      - Microchoerus creechbarrowensis Hooker, 1986
      - Microchoerus edwardsi Filhol, 1880
      - Microchoerus erinaceus Wood, 1846
      - Microchoerus ornatus Stehlin, 1916
      - Microchoerus wardi Hooker, 1986

    - Necrolemur Filhol, 1873
      - Necrolemur antiquus Filhol, 1873
      - Necrolemur zitteli Schlosser, 1887

    - Nannopithex Stehlin, 1916
      - Nannopithex filholi Chantre & Gaillard, 1897
      - Nannopithex humilidens Thalmann, 1994
      - Nannopithex quaylei Hooker, 1986
      - Nannopithex raabi Heller, 1930
      - Nannopithex zuccolae Godinot et al., 1992

    - Pseudoloris Stehlin, 1916
      - Pseudoloris crusafonti Louis & Sudre, 1975
      - Pseudoloris godinoti Köhler & Moyà-Solà, 1999
      - Pseudoloris isabenae Crusafont-Pairo, 1967
      - Pseudoloris parvulus Filhol, 1890

  - Anaptomorphinae Cope, 1883
  - Tribus: Anaptomorphini
    - Anaptomorphus Cope, 1872
      - Anaptomorphus aemulus Cope, 1872
      - Anaptomorphus westi Szalay, 1976

    - Tetonius Matthew, 1915
      - Tetonius homunculus Cope, 1882
      - Tetonius matthewi Bown & Rose, 1987
      - Tetonius mckennai Bown & Rose, 1987

    - Absarokius Matthew, 1915
      - Absarokius abbotti Loomis, 1906
      - Absarokius australis Bown & Rose, 1987
      - Absarokius nocerai Robinson, 1966
      - Absarokius metoecus Bown & Rose, 1987
      - Absarokius witteri Morris, 1954

    - Teilhardina Simpson, 1940
      - Teilhardina americana Bown, 1976
      - Teilhardina asiatica Ni et al., 2004
      - Teilhardina belgica Teilhard de Chardin, 1927
      - Teilhardina brandti Gingerich, 1993
      - Teilhardina crassidens Bown & Rose, 1987
      - Teilhardina demissa Rose, 1995
      - Teilhardina tenuicula Jepsen, 1930

    - Anemorhysis Gazin, 1958
      - Anemorhysis natronensis Beard et al., 1992
      - Anemorhysis pattersoni Bown & Rose, 1984
      - Anemorhysis pearcei Gazin, 1962
      - Anemorhysis savagei Williams & Covert, 1994
      - Anemorhysis sublettensis Gazin, 1952
      - Anemorhysis wortmani Bown & Rose, 1984

    - Chlororhysis Gazin, 1958
      - Chlororhysis incomptus Bown & Rose, 1984
      - Chlororhysis knightensis Gazin, 1958

    - Pseudotetonius Bown, 1974
      - Pseudotetonius ambiguus Bown, 1974

    - Arapahovius Savage & Waters, 1978
      - Arapahovius advena Bown & Rose, 1991
      - Arapahovius gazini Savage & Waters, 1978

    - Aycrossia Bown, 1979
      - Aycrossia lovei Bown, 1979

    - Strigorhysis Bown, 1979
      - Strigorhysis bridgerensis Bown, 1979
      - Strigorhysis huerfanensis Bown & Rose, 1987
      - Strigorhysis rugosus Bown, 1979

    - Gazinius Bown, 1979
      - Gazinius amplus Bown, 1979
      - Gazinius bowni Gunnell, 1995

    - Tatmanius Bown & Rose, 1991
      - Tatmanius szalayi Bown & Rose, 1991

  - Tribus: Trogolemurini
    - Trogolemur Matthew, 1909
      - Trogolemur amplior Beard et al., 1992
      - Trogolemur fragilis Beard et al., 1992
      - Trogolemur myodes Matthew, 1909

    - Sphacorhysis Gunnell, 1995
      - Sphacorhysis burntforkensis Gunnell, 1995

  - Omomyinae Trouessart, 1879
  - Tribus: Omomyiini
    - Omomys Leidy, 1869
      - Omomys carteri Leidy, 1869
      - Omomys lloydi Gazin, 1958

    - Steinius Bown & Rose, 1984
      - Steinius annectens Bown & Rose, 1991
      - Steinius vespertinus Matthew, 1915

    - Chumashius Stock, 1933
      - Chumashius balchi Stock, 1933

  - Tribus: Washakiini
    - Washakius Leidy, 1873
      - Washakius insignis Leidy, 1873
      - Washakius izetti Honey, 1990
      - Washakius laurae Simpson, 1959
      - Washakius woodringi Stock, 1938

    - Shoshonius Granger, 1910
      - Shoshonius bowni Honey, 1990
      - Shoshonius cooperi Granger, 1910

    - Dyseolemur Stock, 1934
      - Dyseolemur pacificus Stock, 1934

    - Loveina Simpson, 1940
      - Loveina minuta Loomis, 1906
      - Loveina wapitiensis Gunnell et al., 1992
      - Loveina zephyri Simspon, 1940

  - Tribus: Utahiini
  - Subtribus: Utahiina
    - Utahia Gazin, 1958
      - Utahia kayi Gazin, 1958

    - Stockia Gazin, 1958
      - Stockia powayensis Gazin, 1958

    - Chipetaia Rasmussen, 1996
      - Chipetaia lamporea Rasmussen, 1996

    - Asiomomys Wang & Li, 1990
      - Asiomomys changbaicus Wang & Li, 1990

  - Subtribus: Mytoniina
    - Wyomomys Gunnell, 1995
      - Wyomomys bridgeri Gunnell, 1995

    - Ageitodendron Gunnell, 1995
      - Ageitodendron matthewi Gunnell, 1995

    - Ourayia Gazin, 1958
      - Ourayia hopsoni Robinson, 1968
      - Ourayia uintensis Osborn, 1895

  - Tribus: Macrotarsiini
    - Macrotarsius Clark, 1941
      - Macrotarsius jepseni Robinson, 1968
      - Macrotarsius macrorhysis Beard et al., 1994
      - Macrotarsius montanus Clark, 1941
      - Macrotarsius roederi Kelly, 1990
      - Macrotarsius siegerti Robinson, 1968

    - Hemiacodon Marsh, 1872
      - Hemiacodon casamissus Beard et al., 1992
      - Hemiacodon gracilis Marsh, 1872

    - Yaquius Mason, 1990
      - Yaquius travisi Mason, 1990

  - Tribus: Uintaniini
    - Uintanius Matthew, 1915
      - Uintanius ameghini Wortman, 1904
      - Uintanius rutherfurdi Robinson, 1966

    - Jemezius Beard, 1987
      - Jemezius szalayi Beard, 1987

  - Tribus: Rooneyini
    - Rooneyia Wilson, 1966
      - Rooneyia viejaensis Wilson, 1966
- Tarsiidae Gray, 1825

- Tarsius Storr, 1780

- Tarsius eocaenus Beard & al, 1994
- Tarsius thailandicus Ginsburg & Mein, 1987

- Xanthorhysis Beard, 1998

- Xanthorhysis tabrumi Beard, 1998

### Simiiformes

#### Simiiformes,incertae sedis
- Arsinoea Simons, 1992

- Arsinoea kallimos Simons, 1992

- Afrotarsiidae Ginsburg & Mein, 1987

- Afrotarsius Simons & Bown, 1985

- Afrotarsius chatrathi Simons & Bown, 1985

- Eosimiidae Beard et al., 1994

- Eosimias Beard et al., 1994

- Eosimias centennicus Beard et al., 1996
- Eosimias sinensis Beard et al., 1994

- Bahinia Jaeger et al., 1999

- Bahinia pondaungensis Jaeger et al., 1999

- Amphipithecidae Godinot, 1994

- Pondaungia Pilgrim, 1927

- Pondaungia cotteri Pilgrim, 1927

- Amphipithecus Colbert, 1937

- Amphipithecus mogaungensis Colbert, 1937

- Siamopithecus Chaimanee et al., 1997

- Siamopithecus eocaenus Chaimanee et al., 1997

- Proteopithecidae Simons, 1997

- Proteopithecus Simons, 1989

- Proteopithecus sylviae Simons, 1989

- Serapia Simons, 1992

- Serapia eocaena Simons, 1992

- Parapithecidae Schlosser, 1911

- Apidium Osborn, 1908

- Apidium bowni Simons, 1995
- Apidium moustafai Simons, 1962
- Apidium phiomense Osborn, 1908

- Parapithecus Schlosser, 1910

- Parapithecus fraasi Schlosser, 1910
- Parapithecus grangeri Simons, 1974

- Qatrania Simons & Kay, 1983

- Qatrania fleaglei Simons & Kay, 1988
- Qatrania wingi Simons & kay, 1983

- Biretia Bonis et al., 1988

- Biretia piveteaui Bonis et al., 1988
- Biretia fayumensis Seiffert et al., 2005
- Biretia megalopsis Seiffert et al., 2005

### Platyrrhini
- Atelidae Gray, 1825
  - Pitheciinae Mivart, 1865
  - Tribus: Callicebini
    - Xenothrix Williams & Koopman, 1952
      - Xenothrix mcgregori Williams & Koopman, 1952

    - Antillothrix MacPhee et al., 1995
      - Antillothrix bernensis Rímoli, 1977

    - Paralouatta Rivero & Arredondo, 1991
      - Paralouatta varonai Rivero & Arredondo, 1991
      - Paralouatta marianae

  - Tribus: Pitheciini
    - Soriacebus Fleagle et al., 1987
      - Soriacebus adrianae Fleagle, 1990
      - Soriacebus ameghinorum Fleagle et al., 1987

    - Proteropithecia Kay et al., 1999
      - Proteropithecia neuquenensis Kay et al., 1998

    - Cebupithecia Stirton & Savage, 1951
      - Cebupithecia sarmientoi Stirton & Savage, 1951

    - Nuciruptor Meldrum & Kay, 1997
      - Nuciruptor rubricae Meldrum & Kay, 1997

  - Tribus: Homunculini
    - Homunculus Ameghino, 1891
      - Homunculus patagonicus Ameghino, 1891

    - Carlocebus Fleagle, 1990
      - Carlocebus carmenensis Fleagle, 1990
      - Carlocebus intermedius Fleagle, 1990

  - Atelinae Gray, 1825
  - Tribus: Alouattini
    - Stirtonia Hershkovitz, 1970
      - Stirtonia tatacoensis Stirton, 1951
      - Stirtonia victoriae Kay et al., 1987

  - Tribus: Atelini
    - Caipora Cartelle & Hartwig, 1996
      - Caipora bambuiorum Cartelle & Hartwig, 1996

  - Atelinae, incertae sedis
    - Protopithecus Lund, 1838
      - Protopithecus brasiliensis Lund, 1838
- Cebidae Bonaparte, 1831
  - Cebinae Bonaparte, 1831
  - Tribus: Saimiriini
    - Neosaimiri Stirton, 1951
      - Neosaimiri fieldsi Stirton, 1951

    - Laventiana Rosenberger et al., 1991
      - Laventiana annectens Rosenberger et al., 1991

    - Dolichocebus Kraglievich, 1951
      - Dolichocebus gaimanensis Kraglievich, 1951

  - Cebinae, incertae sedis
    - Chilecebus Flynn & al, 1995
      - Chilecebus carrascoensis Flynn & al, 1995

  - Aotinae Elliot, 1913
    - Aotus Illiger, 1811
      - Aotus dindensis Setoguchi & Rosenberger, 1987

  - Aotinae, incertae sedis
    - Tremacebus Hershkovitz, 1974
      - Tremacebus harringtoni Rusconi, 1933

  - Callitrichinae Thomas, 1903
  - Tribus: Callimiconi
    - Mohanamico Luchterhand et al., 1986
      - Mohanamico hershkovitzi Luchterhand et al., 1986

  - Callitrichinae, incertae sedis
    - Patasola Kay & Meldrum, 1997
      - Patasola magdalenae Kay & Meldrum, 1997

    - Lagonimico Kay, 1994
      - Lagonimico conclutatus Kay, 1994

    - Micodon Setoguchi & Rosenberger, 1985
      - Micodon kiotensis Setoguchi & Rosenberger, 1985

#### Platyrrhini,incertae sedis
- Branisella Hoffstetter, 1969
  - Branisella boliviana Hoffstetter, 1969

### Catarrhini

#### Catarrhini,incertae sedis
- Limnopithecus Hopwood, 1933

- Limnopithecus evansi MacInnes, 1943
- Limnopithecus legetet Hopwood, 1933

- Kalepithecus Harrison, 1988

- Kalepithecus songhorensis Andrews, 1978

- Kamoyapithecus Leakey et al., 1995

- Kamoyapithecus hamiltoni Madden, 1980

#### Propliothecoidea
- Oligopithecidae Kay & Williams, 1994

- Catopithecus Simons, 1989

- Catopithecus browni Simons, 1989

- Oligopithecus Simons, 1962

- Oligopithecus rogeri Gheerbrant et al., 1995
- Oligopithecus savagei Simons, 1962

- Propliopithecidae Straus, 1961

- Moeripithecus Schlosser, 1910

- Moeripithecus markgrafi Schlosser, 1910

- Propliopithecus Schlosser, 1910

- Propliopithecus ankeli Simons et al., 1987
- Propliopithecus chirobates Simons, 1965
- Propliopithecus haeckeli Schlosser, 1910

- Aegyptopithecus Simons, 1965

- Aegyptopithecus zeuxis Simons, 1965

#### Pliopithecoidea
- Piopithecidae Zapfe, 1960
  - Dionysopithecinae
    - Dionysopithecus Li, 1978
      - Dionysopithecus orientalis Suteethorn et al., 1990
      - Dionysopithecus shuangouensis Li, 1978

    - Platodonpithecus Li, 1978
      - Platodonpithecus jianghuaiensis Li, 1978

  - Pliopitheciinae
    - Pliopithecus Gervais, 1849
      - Pliopithecus antiquus Gervais, 1849
      - Pliopithecus piveteaui Hürzeler, 1954
      - Pliopithecus platyodon Bidermann, 1863
      - Pliopithecus zhanxiangi Harrison et al., 1991

    - Epipliopithecus Zapfe & Hürzeler, 1957
      - Epipliopithecus vindobonensis Zapfe & Hürzeler, 1957

    - Egarapithecus Moyà-Solà et al., 2001
      - Egarapithecus narcisoi Moyà-Solà et al., 2001
- Crouzeliidae
  - Cruouzeliinae Ginsburg & Mein, 1980
    - Plesiopliopithecus Zapfe, 1961
      - Plesiopliopithecus auscitanensis Bergounioux & Crouzel, 1965
      - Plesiopliopithecus lockeri Zapfe, 1961
      - Plesiopliopithecus priensis Welcomme et al., 1991
      - Plesiopliopithecus rhodanica Ginsburg & Mein, 1980

    - Anapithecus Kretzoi, 1975
      - Anapithecus hernyaki Kretzoi, 1975

    - Laccopithecus Wu & Pan, 1984
      - Laccopithecus robustus Wu & Pan, 1984

##### Pliopithecoidea,incertae sedis
- Paidopithex Pohlig, 1895

- Paidopithex rhenanus Pohlig, 1895

#### Cercopithecoidea
- Victoriapithecidae von Koenigswald, 1969

- Victoriapithecus von Koenigswald, 1969

- Victoriapithecus macinnesi von Koenigswald, 1969

- Prohylobates Fourtau, 1918

- Prohylobates tandyi Fourtau, 1918
- Prohylobates simonsi Delson, 1979

- Cercopithecidae Gray, 1821
  - Colobinae Jernon, 1867
  - Tribus: Colobini
    - Microcolobus Benefit & Pickford, 1986
      - Microcolobus tugenensis Benefit & Pickford, 1986

    - Rhinocolobus M.G. Leakey, 1982
      - Rhinocolobus turkanaensis M.G. Leakey, 1982

  - Colobinae, incertae sedis
    - Mesopithecus Wagner, 1839
      - Mesopithecus pentelicus Wagner, 1839
      - Mesopithecus monspessulanus Gervais, 1849

    - Rhinopithecus É. Geoffroy Saint-Hilaire, 1812
      - Subgenus Rhinopithecus É. Geoffroy Saint-Hilaire, 1812
      - Rhinopithecus (Rhinopithecus) lantianensis Hu & Qi, 1978

    - Dolichopithecus Depéret, 1889
      - Dolichopithecus ruscinensis Depéret, 1889

    - Libypithecus Stromer, 1913
      - Libypithecus markgrafi Stromer, 1913

    - Presbytis Eschscholtz, 1821
      - Presbytis sivalensis Lydekker, 1878

    - Semnopithecus Desmarest, 1822
      - Semnopithecus palaeindicus Lydekker, 1884

    - Parapresbytis Kalmykov & Maschenko, 1992
      - Parapresbytis eohanuman Berissoglebskaya, 1981

    - Cercopithecoides Mollett, 1947
      - Cercopithecoides kimeui M.G. Leakey, 1982
      - Cercopithecoides williamsi Mollett, 1947

    - Paracolobus R.E.F. Leakey, 1969
      - Paracolobus chemeroni R.E.F. Leakey, 1969
      - Paracolobus mutiwa M.G. Leakey, 1969

  - Cercopithecinae Gray, 1821
  - Tribus: Papionini
  - Subtribus: Macanina
    - Macaca Lacépède, 1799
      - Macaca anderssoni Schlosser, 1924
      - Macaca jiangchuanensis Pan et al., 1992
      - Macaca libyca Stromer, 1920
      - Macaca majori Schaub & Azzaroli in Comaschi Caria, 1969 (ás vezes incluído em M. sylvanus)

    - Procynocephalus Schlosser, 1924
      - Procynocephalus subhimalayanus von Meyer, 1848
      - Procynocephalus wimani Schlosser, 1924

    - Paradolichopithecus Necrasov et al., 1961
      - Paradolichopithecus arvernensis Depéret, 1929

  - Subtribus: Papionina
    - Parapapio Jones, 1937
      - Parapapio ado Hopwood, 1936
      - Parapapio antiquus Haughton, 1925
      - Parapapio broomi Jones, 1937
      - Parapapio jonesi Broom, 1940
      - Parapapio whitei Broom, 1940

    - Dinopithecus Broom, 1937
      - Dinopithecus ingens Broom, 1937

    - Gorgopithecus Broom & Robinson, 1946
      - Gorgopithecus major Broom, 1940

    - Theropithecus I. Geoffroy Saint-Hilaire, 1843
      - Subgenus: Theropithecus Delson, 1993
      - Theropithecus (Theropithecus) darti Broom & Jensen, 1946
      - Theropithecus (Theropithecus) oswaldi Andrews, 1916
      - Subgenus: Omopithecus Delson, 1993
      - Theropithecus (Omopithecus) baringensis R.E.F. Leakey, 1969
      - Theropithecus (Omopithecus) brumpti Arambourg, 1947
      - Theropithecus (Omopithecus) quadratirostris Iwamoto, 1982

    - Papio
      - Papio izodi Gear, 1926

#### Proconsuloidea
- Proconsulidae Leakey, 1963
  - Proconsulinae Leakey, 1963
    - Proconsul Hopwood, 1933

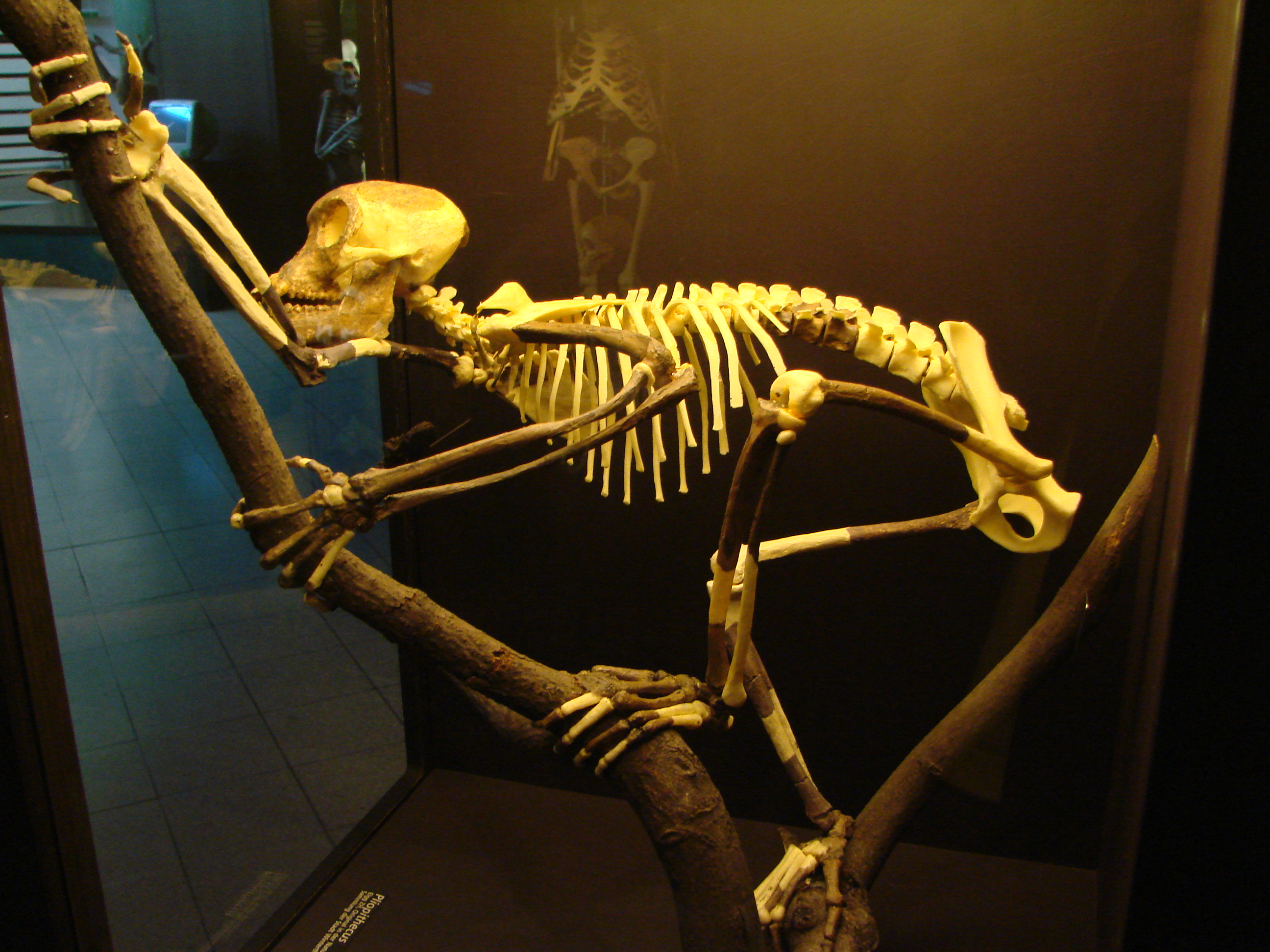
Proconsul

      - Proconsul africanus Hopwood, 1933
      - Proconsul heseloni Walker et al., 1993
      - Proconsul major Le Gros Clark & Leakey, 1950
      - Proconsul nyanzae Le Gros Clark & Leakey, 1950

  - Nyanzapithecinae Harrison, 2002
    - Nyanzapithecus' Harrison, 1986
      - Nyanzapithecus harrisoni Kunimatsu, 1997
      - Nyanzapithecus pickfordi Harrison, 1986
      - Nyanzapithecus vancouveringorum Andrews, 1974

    - Mabokopithecus von Koenigswald, 1969Mandíbula de Rangwapithecus gordoni

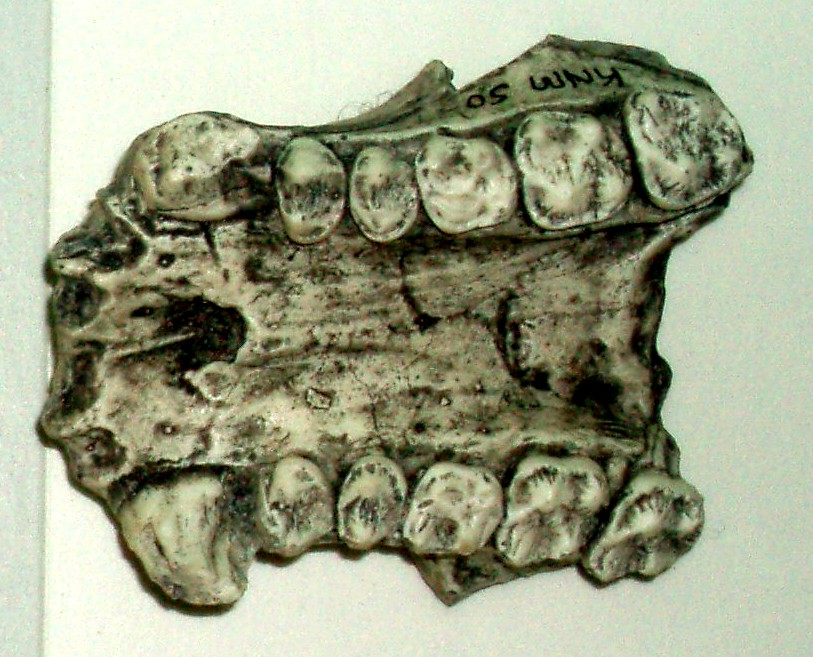
Mandíbula de Rangwapithecus gordoni

      - Mabokopithecus clarki von Koenigswald, 1969

    - Rangwapithecus Andrews, 1974
      - Rangwapithecus gordoni Andrews, 1974

    - Turkanapithecus Leakey & Leakey, 1986
      - Turkanapithecus kalakolensis Leakey & Leakey, 1986

#### Dendropithecoidea
- Dendropithecidae Harrison, 2002

- Dendropithecus Andrews & Simons, 1977

- Dendropithecus macinnesi Le Gros Clark & Leakey, 1950

- Micropithecus Fleagle & Simons, 1978

- Micropithecus clarki Fleagle & Simons, 1978
- Micropithecus leakeyorum Harrison, 1989

- Simiolus Leakey & Leakey, 1987

- Simiolus enjiessi Leakey & Leakey, 1987

#### Hominoidea
- Griphopithecidae Begun, 2002

- Griphopithecus Abel, 1902

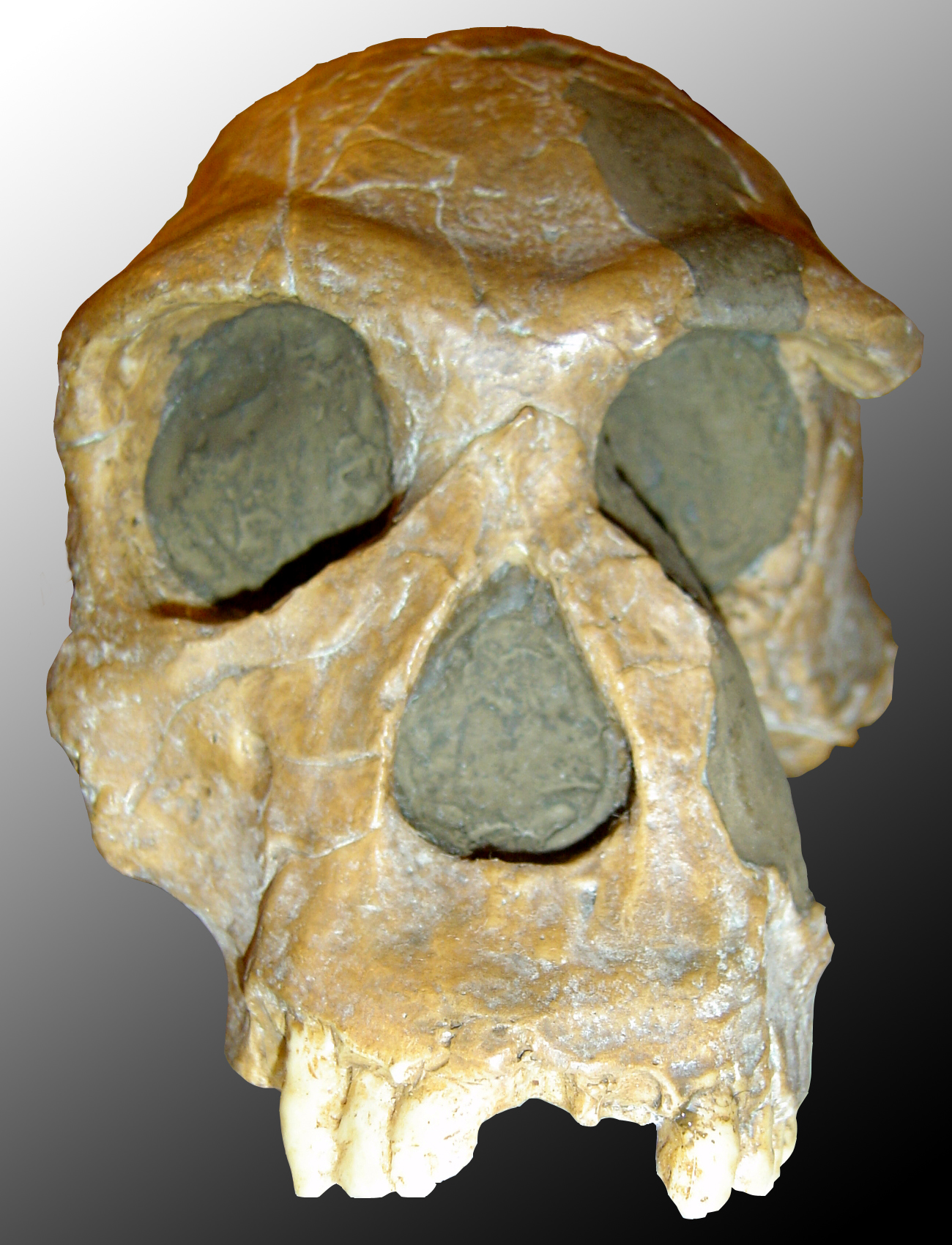
Homo habilis

- Griphopithecus africanus Begun, 2002
- Griphopithecus alpani Tekkaya, 1974
- Griphopithecus darwini Abel, 1902

- Hominidae Gray, 1825
  - Afropithecinae Andrews, 1992
    - Afropithecus Leakey & Leakey, 1986
      - Afropithecus turkanensis Leakey & Leakey, 1986

    - Heliopithecus Andrews & Martin, 1987
      - Heliopithecus leakeyi Andrews & Martin, 1987

    - Nacholapithecus Ishida et al., 1999
      - Nacholapithecus kerioi Ishida et al., 1999

    - Equatorius Ward et al., 1999
      - Equatorius africanus Ward et al., 1999

  - Kenyapithecinae Leakey, 1962
    - Kenyapithecus Leakey, 1962
      - Kenyapithecus wickeri Leakey, 1962
      - Kenyanthropus platyops Leakey et al., 2001

  - Homininae Gray, 1825
  - Tribus: Dryopithecini
    - Dryopithecus Lartet, 1856
      - Dryopithecus brancoi Schlosser, 1901
      - Dryopithecus crusafonti Begun, 1992
      - Dryopithecus fontani Lartet, 1856
      - Dryopithecus laietanus Villalta & Crusafont, 1944
      - Dryopithecus wuduensis Xue & Delson, 1988

    - Ouranopithecus Bonis & Melentis, 1977
      - Ouranopithecus macedoniensis Bonis & Melentis, 1977

  - Tribus: Gorillini
    - Chororapithecus Suwa et al., 2007
      - Chororapithecus abyssinicus Suwa et al., 2007

  - Tribus: Hominini
    - Sahelanthropus Brunet et al., 2002
      - Sahelanthropus tchadensis Brunet et al., 2002

    - Ardipithecus White et al., 1995
      - Ardipithecus ramidus White et al., 1994
      - Ardipithecus kadabba

    - Australopithecus Dart, 1925
      - Australopithecus anamensis Leakey et al., 1995
      - Australopithecus afarensis Johanson et al., 1978
      - Australopithecus bahrelghazali Brunet et al., 1995
      - Australopithecus africanus Dart, 1925
      - Australopithecus garhi Asfaw et al., 1999
      - Australopithecus sediba

    - Paranthropus Broom, 1938
      - Paranthropus aethiopicus Arambourg & Coppens, 1968
      - Paranthropus boisei Leakey, 1959
      - Paranthropus robustus Broom, 1938

    - Homo Linnaeus, 1758
      - Homo habilis Leakey et al., 1964
      - Homo erectus Dubois, 1892
      - Homo rudolfensis Alexeev, 1986
      - Homo georgicus Vekua et al., 2002
      - Homo ergaster Groves & Mazak, 1975
      - Homo antecessor Bermúdez de Castro et al., 1997
      - Homo cepranensis Mallegni et al., 2003
      - Homo heidelbergensis Schoetensack, 1908
      - Homo neanderthalensis King, 1864
      - Homo rhodesiensis Woodward, 1921
      - Homo floresiensis P. Brown et al., 2004

  - Ponginae Elliot, 1913
  - Tribus: Sivapithecini
    - Sivapithecus Pilgrim, 1910
      - Sivapithecus indicus Pilgrim, 1910
      - Sivapithecus parvada Kelley, 1988
      - Sivapithecus sivalensis Lydekker, 1879

    - Gigantopithecus von Koenigswald, 1935
      - Gigantopithecus blacki von Koenigswald, 1935
      - Gigantopithecus giganteus Pilgrim, 1915

    - Ankarapithecus Ozansoy, 1965
      - Ankarapithecus meteai Ozansoy, 1965

  - Tribus: Lufengpithecini
    - Lufengpithecus Wu, 1987
      - Lufengpithecus chiangmuanensis Chaimanee et al., 2003
      - Lufengpithecus hudiensis Zhang et al., 1987
      - Lufengpithecus keiyuanensis Woo, 1957
      - Lufengpithecus lufengensis Xu et al., 1978

  - Oreopithecinae Schalbe, 1915
    - Oreopithecus Gervais, 1872
      - Oreopithecus bamboli Gervais, 1872
- Hominidae, incertae sedis

- Graecopithecus von Koenigswald, 1972

- Graecopithecus freybergi von Koenigswald, 1972

- Otavipithecus Conroy et al., 1992

- Otavipithecus namibiensis Conroy et al., 1992

- Samburupithecus Ishida & Pickford, 1997

- Samburupithecus kiptalami Ishida & Pickford, 1997

- Orrorin Senut et al., 2001

- Orrorin tugenensis Senut et al., 2001

- Hominoidea, incertae sedis

- Pierolapithecus Moyà-Solà, 2004

- Pierolapithecus catalaunicus Moyà-Solà, 2004

- Morotopithecus Gebo et al., 1997

- Morotopithecus bishopi Gebo et al., 1997

## Leitura recomendada
- Weiss, M.L., & Mann, A.E (1985). 'Human Biology and Behaviour: An anthropological perspective 4ª ed. Boston: Little Brown. ISBN 0-673-39013-6
- Jones, Steve; Martin, Robert D.; Pilbeam, David R (Editors). (1994). The Cambridge Encyclopedia of Human evolution. [S.l.]: Cambridge University Press. ISBN 0-521-46786-1
- Hartwig, Walter (2002). The Primate Fossil Record. [S.l.]: Cambridge University Press. ISBN 978-0-521-08141-2